# Sonnen
Sonnen é um município da Alemanha, no distrito de Passau, na região administrativa de Niederbayern , estado de Baviera, e o nome Sonnen significa Sol em alemão.